# كينت أكرس (ديلاوير)
كينت أكرس (بالإنجليزية: Kent Acres CDP, Delaware)‏ هي منطقة سكنية تقع بولاية ديلاوير في الولايات المتحدة. تبلغ مساحتها 2.41 كم2، وترتفع عن سطح البحر 10.0584 م، بلغ عدد سكانها 1,890 نسمة في عام 2010 حسب إحصاء مكتب تعداد الولايات المتحدة وتصل الكثافة السكانية فيها 784.2 نسمة لكل كيلومتر مربع (2,031.1/ميل2).

## التركيبة السكانية
حدّد مكتب تعداد الولايات المتحدة بيانات التركيبة السكانية لكينت أكرس في تعداد الولايات المتحدة. في ما يلي، التركيبة السكانية حسب تعدادي 2000 و2010.

### تعداد عام 2000
بلغ عدد سكان كينت أكرس 1,637 نسمة بحسب تعداد عام 2000، وبلغ عدد الأسر 649 أسرة وعدد العائلات 461 عائلة مقيمة في المنطقة السكنية. في حين سجلت الكثافة السكانية 679.3 نسمة لكل كيلومتر مربع (1,759.4/ميل2). وبلغ عدد الوحدات السكنية 700 وحدة بمتوسط كثافة قدره 290.5 لكل كيلومتر مربع (752.4/ميل2).
وتوزع التركيب العرقي للمنطقة السكنية بنسبة 73.55% من البيض و19.85% من الأمريكيين الأفارقة و0.12% من الأمريكيين الأصليين و1.47% من الأمريكيين ذوي الأصول الآسيوية و2.02% من الأعراق الأخرى و2.99% من عرقين مختلطين أو أكثر و4.58% من الهسبانيون أو اللاتينيون من أي عرق.
بلغ عدد الأسر 649 أسرة كانت نسبة 36.7% منها لديها أطفال تحت سن الثامنة عشر تعيش معهم، وبلغت نسبة الأزواج القاطنين مع بعضهم البعض 49.9% من أصل المجموع الكلي للأسر، ونسبة 16% من الأسر كان لديها معيلات من الإناث دون وجود شريك،  بينما كانت نسبة 5.1% من الأسر لديها معيلون من الذكور دون وجود شريكة وكانت نسبة 29% من غير العائلات. تألفت نسبة 23.7% من أصل جميع الأسر من عدة أفراد يعيشون في نفس المنزل ونسبة 8.5% كانت تتألف من شخص يعيش بمفرده يبلغ من العمر 65 عاماً أو أكثر. وبلغ متوسط حجم الأسرة المعيشية 2.52، أما متوسط حجم العائلات فبلغ 2.96.
بلغ العمر الوسطي للسكان 37.1 عاماً. وكانت نسبة 26.8% من القاطنين تحت سن الثامنة عشر، وكانت نسبة 6.1% بين الثامنة عشر والرابعة والعشرين عاماً، ونسبة 30.6% كانت واقعةً في الفئة العمرية ما بين الخامسة والعشرين والرابعة والأربعين عاماً، ونسبة 23% كانت ما بين الخامسة والأربعين والرابعة والستين، ونسبة 13.5% كانت ضمن فئة الخامسة والستين عاماً فما فوق. يوجد لكل 100 أنثى 91.9 ذكر، ويوجد لكل 100 أنثى في الثامنة عشر من عمرها فما فوق 87.1 ذكر.
بلغ متوسط دخل الأسرة في المنطقة السكنية 43,261 دولارًا، أما متوسط دخل العائلة فبلغ 47,692 دولارًا. وكان متوسط دخل الذكور 33,967 دولارًا مقابل 23,393 دولارًا للإناث. وسجل دخل الفرد الخاص بالمنطقة السكنية 18,576 دولارًا. وكانت نسبة 7.7% من العائلات ونسبة 12.3% من السكان تحت خط الفقر، وكان من هؤلاء نسبة 19.2% تحت سن الثامنة عشر ونسبة 9.9% في الخامسة والستين من العمر وما فوق.

### تعداد عام 2010
بلغ عدد سكان كينت أكرس 1,890 نسمة بحسب تعداد عام 2010، وبلغ عدد الأسر 702 أسرة وعدد العائلات 503 عائلة مقيمة في المنطقة السكنية. في حين سجلت الكثافة السكانية 784.2 نسمة لكل كيلومتر مربع (2,031.1/ميل2). وبلغ عدد الوحدات السكنية 755 وحدة بمتوسط كثافة قدره 313.3 لكل كيلومتر مربع (811.4/ميل2).
وتوزع التركيب العرقي للمنطقة السكنية بنسبة 66.19% من البيض و24.71% من الأمريكيين الأفارقة و0.63% من الأمريكيين الأصليين و2.54% من الأمريكيين ذوي الأصول الآسيوية و2.49% من الأعراق الأخرى و3.44% من عرقين مختلطين أو أكثر و5.45% من الهسبانيون أو اللاتينيون من أي عرق.
بلغ عدد الأسر 702 أسرة كانت نسبة 35% منها لديها أطفال تحت سن الثامنة عشر تعيش معهم، وبلغت نسبة الأزواج القاطنين مع بعضهم البعض 50.9% من أصل المجموع الكلي للأسر، ونسبة 15.4% من الأسر كان لديها معيلات من الإناث دون وجود شريك،  بينما كانت نسبة 5.4% من الأسر لديها معيلون من الذكور دون وجود شريكة وكانت نسبة 28.3% من غير العائلات. تألفت نسبة 23.4% من أصل جميع الأسر من عدة أفراد يعيشون في نفس المنزل ونسبة 11.3% كانت تتألف من شخص يعيش بمفرده يبلغ من العمر 65 عاماً أو أكثر. وبلغ متوسط حجم الأسرة المعيشية 2.69، أما متوسط حجم العائلات فبلغ 3.18.
بلغ العمر الوسطي للسكان 38.2 عاماً. وكانت نسبة 25.6% من القاطنين تحت سن الثامنة عشر، وكانت نسبة 9% بين الثامنة عشر والرابعة والعشرين عاماً، ونسبة 25.1% كانت واقعةً في الفئة العمرية ما بين الخامسة والعشرين والرابعة والأربعين عاماً، ونسبة 25.5% كانت ما بين الخامسة والأربعين والرابعة والستين، ونسبة 14.8% كانت ضمن فئة الخامسة والستين عاماً فما فوق. وتوزع التركيب الجنسي للسكان بنسبة 48.8% ذكور و51.2% إناث.